# Claire Littleton (Izgubljeni)
Claire Littleton je izmišljeni lik iz televizijske serije Izgubljeni kojeg je utjelovila glumica Emilie de Ravin. Lik Claire pojavljuje se u prvoj epizodi serije kao trudnica koja je ujedno jedna od preživjelih nakon zrakoplovne nesreće. Sve do finala četvrte sezone ona je jedan od glavnih likova serije. Lik se kasnije neredovito pojavljuje kroz šestu sezonu.